# 實里達機場
實里達機場（英語：Seletar Airport），位於新加坡本島東北部，離市中心區13公里（8英里），鄰近榜鵝島（Pulau Punggol）。

## 歷史
它原本是新加坡第一個國際機場，在1929年建成，後來在1937年被當時新建成的加冷機場（Kallang Airport，現已關閉及重新發展成組屋區）取代。
現時專門連接鄰近國家的旅遊景點包機或接待私人飛機，在2005年當局計劃擴展跑道到2,000公尺，以接待波音737級數的區域性客機。它是現時新加坡第二個國際民用機場。

## 航點
- 定期航班前往馬來西亞聯邦的彭亨州刁曼島之刁曼國際機場（Pulau Tioman，ICAO：WMBT；IATA：TOD）及熱浪島的熱浪國際機場（Redang Island，IATA：RDN）
- 部分包機航班前赴印度尼西亞共和國巴淡島的韓那丁國際機場（Pulau Batam，IATA:BTH）。

| 航空公司 | 目的地      |
| -------- | ----------- |
| 飞萤航空 | 吉隆坡-梳邦 |

## 參看
- 登加空軍基地（Tengah Air Base）
- 三巴旺機場（Sembawang Air Base）
- 巴耶利峇空軍基地（Paya Lebar Air Base）
- 樟宜機場（Changi Airport）
- 加冷機場（Kallang Airport）

## 外部連結
- 新加坡民航局的官方網站 （页面存档备份，存于）
- 實里達機場官方網站 （页面存档备份，存于）
- 新加坡的勝安航空公司的官方網站 （页面存档备份，存于）
- 馬來西亞聯邦的Pelangi Air 航空商社的官方網站 （页面存档备份，存于）
- 馬來西亞聯邦的Berjaya Air 航空商社的官方網站 （页面存档备份，存于）
- 新加坡捷運及公共汽車的官方網站（页面存档备份，存于）
- 2008年實理達機場的圖片集 （页面存档备份，存于）